# Praia do Morro das Pedras

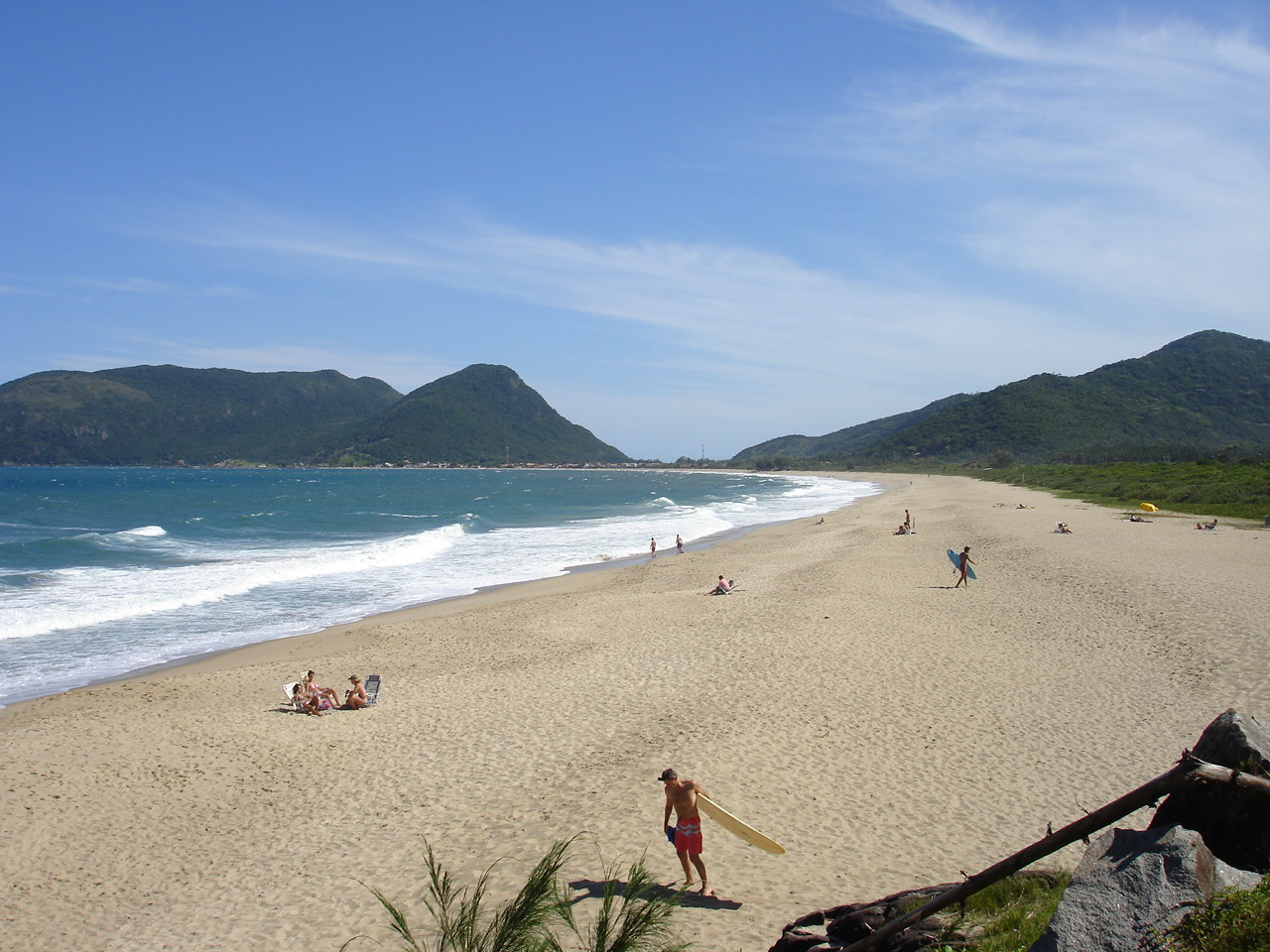
Zuidelijk deel van Praia do Morro das Pedras

Praia do Morro das Pedras is een strand ten oosten van het eiland Santa Catarina aan de Atlantische Oceaan. Het is gelegen in het district Campeche van de gemeente Florianópolis in het zuiden van Brazilië.
Het strand ligt tussen de stranden Praia do Campeche en Praia da Armação do Pântano do Sul.
Er is een noordelijk en een zuidelijk deel van het strand, gescheiden door een rotsachtige overgang.